# Paracyclopina intermedia
Paracyclopina intermedia is een eenoogkreeftjessoort uit de familie van de Cyclopettidae. De wetenschappelijke naam van de soort is voor het eerst geldig gepubliceerd in 1924 door Sewell.